# Deutsche Freie-Partie-Meisterschaft 1999/00
Die Deutsche Freie-Partie-Meisterschaft 1999/2000 ist eine Billard-Turnierserie und fand vom 21. bis zum 23. Januar 2000 in Gelsenkirchen zum 32. Mal statt.

## Geschichte
Der Bochumer Thomas Nockemann gewann in Gelsenkirchen seinen fünften DM-Titel in der Freien Partie. Mit seiner schwächsten Partie gewann er das Finale gegen den Berliner Sven Daske in fünf Aufnahmen. Nach vielen guten Platzierungen in den letzten Jahren schaffte es Arnd Riedel zum ersten Mal einen Podestplatz zu belegen.
Die Ergebnisse sind aus eigenen Unterlagen.

## Modus
Die Endplatzierung ergab sich aus folgenden Kriterien:
1. Matchpunkte
2. Generaldurchschnitt (GD)
3. Höchstserie (HS)

## Turnierverlauf

### Gruppenphase
| MP    | Match Points (Sieger = 2; Unentschieden = 1; Verlierer = 0) |
| Pkte. | Erzielte Karambolagen                                       |
| Aufn. | Benötigte Versuche                                          |
| GD    | Generaldurchschnitt                                         |
| BED   | Bester Einzeldurchschnitt eines Spielers                    |
| HS    | Höchstserie                                                 |
|       | Bester GD des Turniers                                      |
|       | Bester ED des Turniers                                      |
|       | Beste HS des Turniers                                       |
|       | 1. Platz (Gold)                                             |
|       | 2. Platz (Silber)                                           |
|       | 3. Platz (Bronze)                                           |

| Platz                      | Name                             | MP  | Pkte. | Aufn. | GD     | BED    | HS  |
| -------------------------- | -------------------------------- | --- | ----- | ----- | ------ | ------ | --- |
| 1                          | Thomas Nockemann (Bochum)        | 6:0 | 900   | 6     | 150,00 | 150,00 | 300 |
| 2                          | Torsten Rütten (Mülheim)         | 4:2 | 610   | 25    | 24,40  | 33,33  | 206 |
| 3                          | Stefan Henze (Bergisch Gladbach) | 2:4 | 428   | 50    | 8,56   | 8,82   | 77  |
| 4                          | Markus Wirgs (Gelsenkirchen)     | 0:6 | 448   | 45    | 9,95   | –      | 44  |
| Gruppendurchschnitt: 18,93 |                                  |     |       |       |        |        |     |

| Platz                      | Name                     | MP  | Pkte. | Aufn. | GD    | BED    | HS  |
| -------------------------- | ------------------------ | --- | ----- | ----- | ----- | ------ | --- |
| 1                          | Sven Daske (Berlin)      | 6:0 | 900   | 11    | 81,81 | 300,00 | 300 |
| 2                          | Hans Wernikowski (Herne) | 4:2 | 652   | 28    | 23,28 | 60,00  | 179 |
| 3                          | Markus Melerski (Herne)  | 2:4 | 352   | 27    | 13,03 | 33,33  | 202 |
| 4                          | Uwe Köcher (Hamburg)     | 0:6 | 58    | 18    | 3,22  | –      | 12  |
| Gruppendurchschnitt: 23,35 |                          |     |       |       |       |        |     |

| Platz                      | Name                           | MP  | Pkte. | Aufn. | GD    | BED   | HS  |
| -------------------------- | ------------------------------ | --- | ----- | ----- | ----- | ----- | --- |
| 1                          | Arnd Riedel (Berlin)           | 6:0 | 900   | 25    | 36,00 | 50,00 | 228 |
| 2                          | Holger Ortmeier (Mülheim)      | 2:4 | 627   | 39    | 16,07 | 20,00 | 165 |
| 3                          | Stefan Konopka (Gelsenkirchen) | 2:4 | 601   | 38    | 15,81 | 25,00 | 119 |
| 4                          | Marcel Mielke (Gelsenkirchen)  | 2:4 | 585   | 40    | 14,62 | 15,79 | 137 |
| Gruppendurchschnitt: 19,10 |                                |     |       |       |       |       |     |

| Platz                      | Name                             | MP  | Pkte. | Aufn. | GD    | BED    | HS  |
| -------------------------- | -------------------------------- | --- | ----- | ----- | ----- | ------ | --- |
| 1                          | Udo Mielke (Krefeld)             | 4:2 | 600   | 8     | 75,00 | 150,00 | 297 |
| 2                          | Franzel Simon (Elversberg)       | 4:2 | 648   | 25    | 25,92 | 33,33  | 138 |
| 3                          | Christian Jansen (Gelsenkirchen) | 4:2 | 775   | 22    | 35,22 | 150,00 | 254 |
| 4                          | Carsten Lässig (Coesfeld)        | 2:4 | 459   | 19    | 24,15 | 50,00  | 165 |
| Gruppendurchschnitt: 33,54 |                                  |     |       |       |       |        |     |

### Finalrunde
| Halbfinale       |     |     |   |        |        |     |
| Thomas Nockemann | 2:0 | 300 | 4 | 75,00  | 75,00  | 250 |
| Udo Mielke       | 0:2 | 4   | 4 | 1,00   | –      | 3   |
| Sven Daske       | 2:0 | 300 | 2 | 150,00 | 150,00 | 291 |
| Arnd Riedel      | 0:2 | 10  | 2 | 5,00   | –      | 8   |
| Spiel um Platz 3 |     |     |   |        |        |     |
| Udo Mielke       | 0:2 | 12  | 1 | 12,00  | –      | 12  |
| Arnd Riedel      | 2:0 | 300 | 1 | 300,00 | 300,00 | 300 |
| Finale           |     |     |   |        |        |     |
| Thomas Nockemann | 2:0 | 300 | 5 | 60,00  | 60,00  | 158 |
| Sven Daske       | 0:2 | 30  | 5 | 6,00   | –      | 16  |

### Abschlusstabelle
| MP    | Match Punkte (Sieger = 2; Unentschieden = 1; Verlierer = 0) |
| SV    | Satzverhältnis (nur bei Turnieren im Satzsystem)            |
| Pkte. | Erzielte Karambolagen                                       |
| Aufn. | benötigte Aufnahmen                                         |
| GD    | Generaldurchschnitt                                         |
| MGD   | Mannschafts-Generaldurchschnitt                             |
| BED   | Bester Einzeldurchschnitt eines Spielers                    |
| BEMD  | Bester Einzeldurchschnitt einer Mannschaft                  |
| BSD   | Bester Satzdurchschnitt eines Spielers                      |
| HS    | Höchstserie                                                 |
| WRP   | Weltranglistenpunkte                                        |

| Klassement                 | Klassement                       | Klassement | Klassement | Klassement | Klassement | Klassement | Klassement | Klassement | Klassement |
| Platz                      | Name                             | MP         | Pkte.      | Aufn.      | GD         | BED        | HS         |            |            |
| -------------------------- | -------------------------------- | ---------- | ---------- | ---------- | ---------- | ---------- | ---------- | ---------- | ---------- |
| 1                          | Thomas Nockemann (Bochum)        | 10:0       | 1500       | 15         | 100,00     | 150,00     | 300        |            |            |
| 2                          | Sven Daske (Berlin)              | 8:2        | 1230       | 18         | 68,33      | 300,00     | 300        |            |            |
| 3                          | Arnd Riedel (Berlin)             | 8:2        | 1210       | 28         | 43,21      | 300,00     | 300        |            |            |
| 4                          | Udo Mielke (Krefeld)             | 4:6        | 616        | 13         | 47,38      | 150,00     | 297        |            |            |
| 5                          | Franzel Simon (Elversberg)       | 4:2        | 648        | 25         | 25,92      | 33,33      | 138        |            |            |
| 6                          | Torsten Rütten (Mülheim)         | 4:2        | 610        | 25         | 24,40      | 33,33      | 206        |            |            |
| 7                          | Hans Wernikowski (Herne)         | 4:2        | 652        | 28         | 23,28      | 60,00      | 179        |            |            |
| 8                          | Holger Ortmeier (Mülheim)        | 2:4        | 627        | 39         | 16,07      | 20,00      | 165        |            |            |
| 9                          | Christian Jansen (Gelsenkirchen) | 4:2        | 775        | 22         | 35,22      | 150,00     | 254        |            |            |
| 10                         | Stefan Konopka (Gelsenkirchen)   | 2:4        | 601        | 38         | 15,81      | 25,00      | 119        |            |            |
| 11                         | Markus Melerski (Herne)          | 2:4        | 352        | 27         | 13,03      | 33,33      | 202        |            |            |
| 12                         | Stefan Henze (Bergisch Gladbach) | 2:4        | 428        | 50         | 8,56       | 8,82       | 77         |            |            |
| 13                         | Christian Jansen (Gelsenkirchen) | 4:2        | 775        | 22         | 35,22      | 150,00     | 254        |            |            |
| 14                         | Marcel Mielke (Gelsenkirchen)    | 2:4        | 585        | 40         | 14,62      | 15,79      | 137        |            |            |
| 15                         | Markus Wirgs (Gelsenkirchen)     | 0:6        | 448        | 45         | 9,95       | –          | 44         |            |            |
| 16                         | Uwe Köcher (Hamburg)             | 0:6        | 58         | 18         | 3,22       | –          | 12         |            |            |
| Turnierdurchschnitt: 23,99 |                                  |            |            |            |            |            |            |            |            |